# Автомагістраль A10 (Нідерланди)
Автомагістраль A10 (нід. Rijksweg 10) — автострада в Нідерландах. Ця автострада є кільцевою дорогою навколо міста Амстердам. Має довжину 32 км. П'ять інших автомагістралей підключаються до A10: автострада A8 на розв'язці Coenplein (північ), автострада A5 на розв'язці Coenplein (південь), A4 на розв'язці De Nieuwe Meer, A2 на розв'язці Amstel і A1 на розв'язці Watergraafsmeer. Частиною A10 є Coentunnel, який перетинає Noordzeekanaal («Канал Північного моря»). Цей двотрубний тунель був сумно відомий своїми пробками протягом десятиліть, і було побудовано ще дві труби. Ці нові труби відкрилися 13 травня 2013 року, а старі труби були закриті на капітальний ремонт. 21 липня 2014 року старі труби знову відкрили після завершення реконструкції, і всі чотири труби стали доступними для руху.
Місто Амстердам має мережу пронумерованих stadsroutes (міських маршрутів). Ці маршрути позначаються префіксом «s», за яким йде тризначне число, починаючи зі 100. Оскільки ці s-маршрути з’єднані з автомагістраллю A10, і кожен s-маршрут перетинає автомагістраль лише один раз, ці номери можна вважати номерами перших виїздів на голландських автомагістралях. Нещодавно запроваджено регулярну нумерацію виїздів на основі номерів s-маршрутів. Наприклад, перехрестя, що веде до s106, раніше було з’їздом під номером s106, а тепер має номер 6.

## Історія
Будівництво почалося в 1962 році, а перша частина була завершена через чотири роки. Коентунель був відкритий 21 червня 1966 року. Західну частину A10 (Einsteinweg) було завершено 2 квітня 1975 року, а південну частину — 7 липня 1981 року. Східна та північна частини були завершені в 1990 році, після завершення ще одного тунелю під IJ, Zeeburgertunnel.

## Обмеження швидкості
На західній частині A10, між розв’язкою De Nieuwe Meer і виїздом 2, обмеження швидкості становить 80 км/год. Решта A10 дорівнює 100 км/год. У годину пік швидкість на південній частині може бути знижена до 80 км/год, якщо узбіччя відкрито для використання як додаткової смуги руху.

## Примітики
1. ↑  Wegenwiki, Coentunnel
2. ↑  Wegenwiki, A10